# Josef Georg Kisser
Josef Maria Georg Kisser (19. September 1899 in Wien – 28. Juli 1984 in Tulln) war ein österreichischer Botaniker und Hochschullehrer. Er wurde nach dem sogenannten Anschluss Österreichs „beurlaubt“ und ging seines Postens verlustig.

## Leben und Werk
1917 war er Kriegsfreiwilliger. Danach studierte er an der Universität Wien Botanik und Chemie. Bereits im 5. Semester wurde er Hilfsassistent am Pflanzenphysiologischen Institut. Er promovierte 1922, habilitierte sich 1927 und wechselte 1930 zur Biologischen Versuchsanstalt der Österreichischen Akademie der Wissenschaften. 1934 war er Mitarbeiter am Naturhistorischen Museum in Wien. Trotz seiner glänzenden Studienerfolge und obwohl er bereits Autor von neunzig Publikationen war, war er Mitte der 1930er Jahre noch auf Stipendien und Subventionen angewiesen. Dies änderte sich erst 1936, als er als Außerordentlicher Professor und Vorstand des Botanischen Instituts an die Hochschule für Bodenkultur berufen wurde. Die Sicherheit währte nicht lange, denn nach dem Anschluss Österreichs wurde er wegen politischer Unzuverlässigkeit seines Postens enthoben. Er blieb in Wien. Ab 1941 leistete er Kriegsdienst am Balkan. In den letzten Kriegstagen 1945 war er Standort-Luftschutzleiter von Groß-Wien. Unmittelbar nach dem Untergang des NS-Regimes kehrte er auf seine Position an der Hochschule für Bodenkultur (BoKu) zurück. Ein Jahr lang leitete er zusätzlich und interimistisch das Botanische Institut der Universität Wien. 1946 wurde er zum Ordinarius an der BoKu ernannt. Für das Studienjahr 1950–51 wurde er zum Rektor gewählt, später wiederum von 1962 bis 1965. Einen Ruf als Ordinarius an die Universität Hamburg zu wechseln nahm er nicht an. 1970 wurde er emeritiert.
Kisser war ein kreativer und vielseitig interessierter Gelehrter und Lehrer. Zu seinen Spezialgebieten zählten  Mikrotechnik, Mikrotechnologie des Holzes und der Ernährungs- und Reizphysiologie, Holzanatomie und Histochemie.

## Publikationen (Auswahl)
- Amitose, Fragmentation und Vakuolisierung pflanzlicher Zellkerne, 1922
- Die quantitative Pollenanalyse im Dienste der Urgeschichtsforschung, 1925
- Leitfaden der botanischen Mikrotechnik, 1926
- Die botanisch-mikrotechnischen Schneidemethoden, 1932

## Auszeichnungen
- 1960: Ehrenkreuz für Wissenschaft und Kunst I. Klasse
- 1968: Ehrendoktorat der Georg-August-Universität Göttingen
- 1970: Großes Silbernes Ehrenzeichen für Verdienste um die Republik Österreich
- 1971: Tschermak-Seysenegg-Preis
- 1976: Ehrenring der Universität für Bodenkultur Wien
- Ehrenmitglied der Zoologisch-Botanischen Gesellschaft in Österreich